# TOBEG
TOBEG（トゥービージー）はスパークリングワイン、シャンパンを中心としたブランドである。
「TIME TO SEXY」をコンセプトとし、味だけではなく五感に訴えかけるワインを展開している。「官能のスパークリング」とも呼ばれる。

## 概要
2008年イタリア、フィレンツェにてグッチ創業者グッチオ・グッチを曽祖父に持つ4代目グッチオ・グッチ(Guccio Gucci)、アレッサンドロ・グッチ (Alessandro Gucci)が設立。（祖父はアルド・グッチ、父はジョルジオ・グッチ ）
父ジョルジオの息子である両者が、一族のテイストを後世に残していきたいという思いを形にするため、以前Gucci社で働いていた職人をフィレンツェに集め、バッグや靴などの革製品を中心に、一部服飾品やワインを手がけていた。
しかしグッチ売却の際に交わされた「グッチ家のブランドであるという宣伝を一切してはならない」と言う契約（日本の著作権契約にも近い縛り）により、世界展開を阻まれ、2015年に断念、後に閉鎖。
現在では元々、TOBEGのディストリビューターであるMarcheJapan株式会社が商標を取得、ブランドを一新した。

## 販売店
ファッションブランドだった時の販売網はイタリアをはじめヨーロッパを中心に販売されていた。2011年には中国での販売がスタートされ、同年11月にはグッチオ・グッチが中国に初訪問しパーティーを開催した。
現在ではスパークリングワインのみの取扱となり、MarcheJapan株式会社と株式会社MERAKIが共同で販売している。